# Kutyafélék

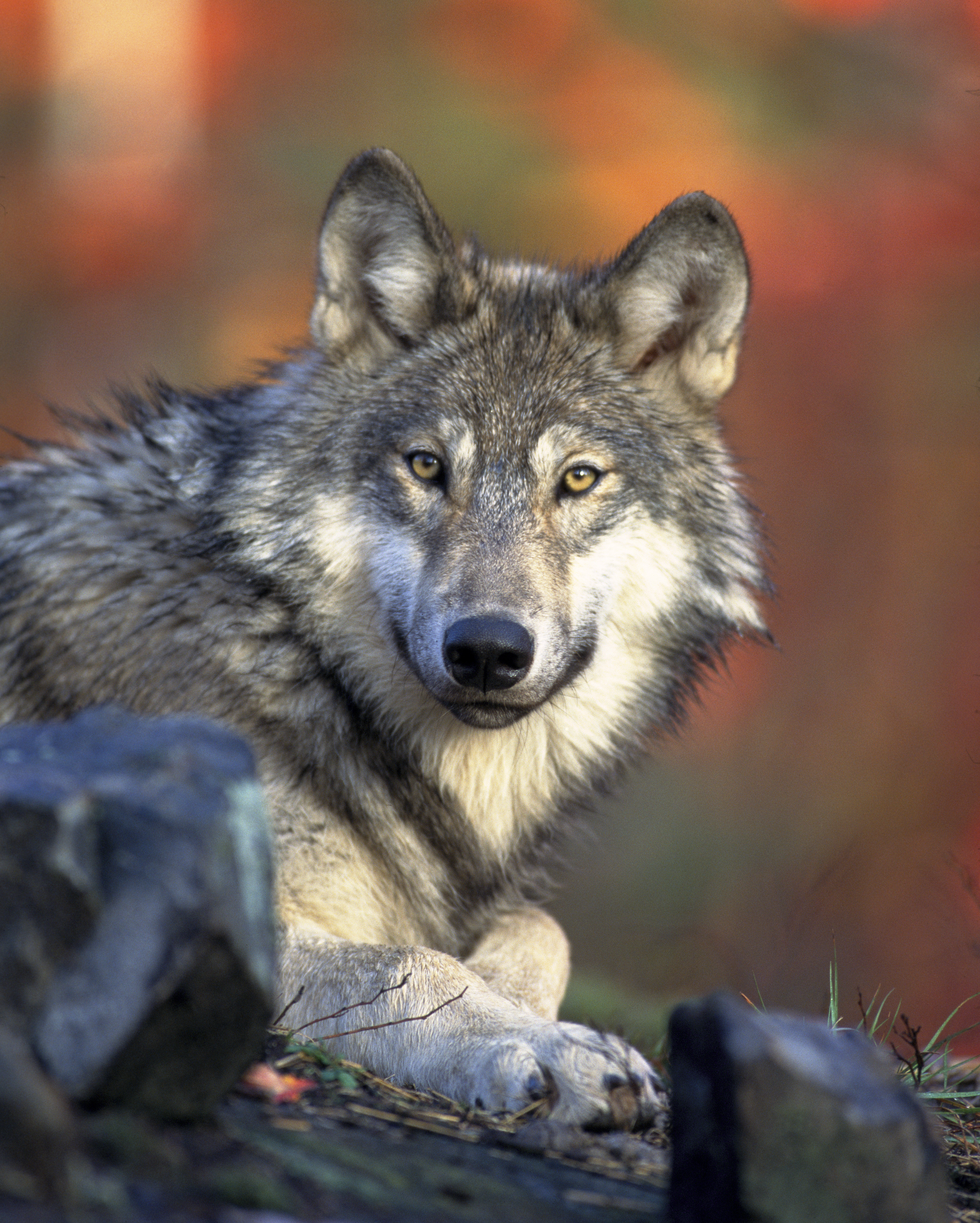
Szürke farkas(Canis lupus)

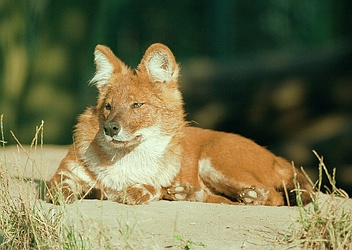
Ázsiai vadkutya (Cuon alpinus)

A kutyafélék (Canidae) a ragadozók (Carnivora) rendjének egy családja. 13 ma élő nem és 38 ma élő faj tartozik a családba.
A kutyafélék hímjét és nőstényét gyakran a kan és szuka szavakkal jelölik.
A legkorábban megjelent ragadozók közé tartoznak, és életmódjuk, valamint számos anatómiai tulajdonságuk a 40 millió évvel ezelőtt élt őseikére emlékeztet.

## Elterjedésük
Szinte az egész lakott földön elterjedtek; Ausztráliába és számos szigetre az ember telepítette be őket. A legtöbb biomban gyakoriak.

## Megjelenésük
Sovány, a kis- és középméret között igen változó testnagyságú, ujjon járó ragadozók. Törzsük nyúlánk, hasi része felhúzódott. Egy faj kivételével hat vagy nyolc csecsbimbójuk van. Végtagjaik kis mancsokban végződnek. Farkuk a legtöbbször laposan szőrözött. Az elülső végtagokon a legtöbbször öt, a hátsókon mindig négy ujj nő; az ujjak erős, tompa, vissza nem húzható karmokban végződnek.
Fejük megnyúlt, elhegyesedő; orrkúpjuk tompa, kopasz, nedves. Füleik többnyire háromszögletesek, elhegyesedők, nem túl nagyok. Fogképletük 3 1 4 2 3 1 4 3, a fogak száma ennél csak kivételesen lehet több (lapátfülű róka) vagy kevesebb (dól, erdei kutya). A házi kutyák egyes változatai a fogak száma szerint is különböznek egymástól. Az utózápfogak koronája széles, a növényi eleség őrlésére is alkalmas; a húsevő jelleget az előzápfogak és különösen a jól fejlett tépőfogak élesen metsző széle mutatja. A részben növényi táplálékra utal a viszonylag hosszú (a testhossz 2–7-szerese) bélcsatorna is. A gyomor egyszerű és kerekded. Vakbelük van.
A csontos váz egyetlen sajátossága a megnyúlt koponya.

## Életmódjuk
Bár rendszertanilag ragadozók, nagy többségük növényekkel egészíti ki étrendjét. A vörös róka szinte csak növényeken és gombákon él, amit időnként rovarokkal, rágcsálókkal vagy kisebb madarakkal egészít ki. Valódi ragadozó leginkább az afrikai vadkutya, a farkasok és az ázsiai vadkutya: ezek a fajok ritkán esznek húson kívül mást. Éppen ezért falkában vadásznak, míg a mindenevő kutyafélék néhány faj kivételével magányosan élnek.
Mozgékonyságuk alig marad el a macskákétól. Mivel tompa karmaik a kapaszkodásra kevéssé alkalmasak, nemigen tudnak mászni; jellemzően talajlakók. Többségük gyorsan és kitartóan fut. Hallásuk egy kevéssel, látásuk többnyire jelentősen elmarad a macskákétól, szaglásuk viszont rendkívül jó. Egyes, különleges célokra (pl. rókavadászatra) tenyésztett kutyafajtáknál az érzékszervek fejlettsége ettől akár radikálisan is eltérhet: lehet a látásuk egészen kiváló és a szaglásuk egészen rossz is.
Számos fajuk letelepült; közülük több a földbe vájja vackát. Az egyértelműen ragadozó fajok időszakosan (többnyire zsákmányállataik életmódjához igazodva) vándorolnak. Ennek megfelelően territoriális magatartásuk jellege fajonként erősen különböző, de maga a területbirtoklás minden fajra jellemző.
Értelmi és empatikus képességeik megközelítik a főemlősökéit; az emberrel közösen, vele együtt kifejlődött kutya szellemi teljesítménye azokéval egyenrangú.

## Evolúciójuk
Első képviselőjüknek a késő oligocénban (mintegy 24 millió éve) élt Cynodictust tekintik. A Cynodesmus (mintegy 20 millió éve), majd a valamennyi kutyaféle közös ősének számító Tomarctus (17-18 millió éve) már a miocén időszakban élt.
A két élő nemzetség fejlődése mintegy 13 millió éve vált külön.

## Rendszerezés
A család az alábbi ma is élő vagy a közelmúltban kihalt alcsaládokat, nemzetségeket, nemeket és fajokat foglalja magába:
- Valódi kutyaformák alcsaládja (Caninae)
  - Kutyák nemzetsége (Canini)
    - Canis – Linnaeus, 1758 – 6 vagy 7 faj
    - Lupulella Hilzheimer, 1906 – 2 faj
    - kisfülű kutya (Atelocynus) – Cabrera, 1940 – 1 faj
    - ázsiai vadkutya (Cuon) – Hodgson, 1838 – 1 faj
    - Lycaon – Brookes, 1827 – 1 élő faj
    - rákászróka (Cerdocyon) – Smith, 1839 – 1 faj
    - †falklandi pamparóka (Dusicyon) – Smith, 1839 – 1 kihalt faj
    - pamparóka (Lycalopex vagy Pseudalopex) Burmeister, 1854 - 6 faj
    - sörényes farkas (Chrysocyon) – Smith, 1839 – 1 faj
    - erdei kutya (Speothos) – Lund, 1839 – 1 faj

  - Rókák nemzetsége (Vulpini)
    - Nyctereutes Temminck, 1839 - 2 élő és 7 fosszilis faj
    - róka (Vulpes) – Frisch, 1775 – 12 faj
    - szürke róka (Urocyon) – Baird, 1857 – 2 faj
    - lapátfülű róka (Otocyon) – Müller, 1836 – 1 faj

Kihalt kutyafélék:
- Caninae alcsalád
  - Canini nemzetség
    - Canis - 18 kihalt faj
    - †Cynotherium - 1 faj
    - †Theriodictis - 3 faj
    - †Protocyon - 3 faj
    - †Dusicyon - 2 faj
    - Cerdocyon - 2 kihalt faj
    - Speothos - 1 kihalt faj
    - †Nurocyon - 1 faj
    - †Xenocyon - 2 faj

  - Vulpini nemzetség
    - Vulpes - 5 kihalt faj
    - Nyctereutes - 7 faj
    - †Eucyon - 5 faj
    - †Leptocyon - 2 faj
- †Hesperocyoninae alcsalád 
  -     - Cynodesmus - 2 faj
    - Caedocyon - 1 faj
    - Ectopocynus - 3 faj
    - Enhydrocyon - 4 faj
    - Hesperocyon - 2 faj
    - Mesocyon 3 faj
    - Osbornodon - 7 faj
    - Paraenhydrocyon - 2 faj
    - Philotrox - 1 faj
    - Prohesperocyon - 1 faj
    - Sunkahetanka - 1 faj
- †Borophaginae alcsalád 
  -     - Archaeocyon - 3 faj
    - Gobicyon - 2 faj
    - Otarocyon - 2 faj
    - Oxetocyon - 1 faj
    - Rhizocyon - 1 faj

  - Phlaocyonini nemzetség
    - Cynarctoides - 7 faj
    - Phlaocyon - 10 faj

  - Borophagini nemzetség
    -       - Cormocyon - 2 faj
      - Desmocyon - 2 faj
      - Metatomarctus - 3 faj
      - Eulopocyon - 2 faj
      - Psalidocyon - 1 faj
      - Microtomarctus - 1 faj
      - Protomarctus - 1 faj
      - Tephrocyon - 1 faj

    - Cynarctina alnemzetség
      - Paracynarctus - 2 faj
      - Cynarctus - 5 faj

    - Aelurodontina alnemzetség
      - Tomarctus - 2 faj
      - Aelurodon - 6 faj

    - Borophagina alnemzetség
      - Paratomarctus - 2 faj
      - Carpocyon - 4 faj
      - Protepicyon - 1 faj
      - Epicyon - 3 faj
      - Borophagus - 8 faj